# NGC 1242
NGC 1242 is een balkspiraalstelsel in het sterrenbeeld Eridanus. Het hemelobject ligt 180 miljoen lichtjaar (55 × 106 parsec) van de Aarde verwijderd en werd op 15 december 1786 ontdekt door de Duits-Britse astronoom William Herschel. NGC 1242 is het begeleidende sterrenstelsel van het grotere NGC 1241.

## Synoniemen
- GC 655
- Arp 304
- MCG -02-09-012
- PGC 11892
- AGC 430083
- Holm 68C
- VV 334b